# Swingin' Ape Studios
Swingin' Ape Studios，成立于2000年7月，由Steve Ranck, Mike Starich 和 Scott Goffman离开Midway Home Entertainment后成立，他们曾经制作水上赛车游戏《Hydro Thunder》。
Swingin' Ape Studios从事多平台游戏的开发。2003年，该公司发布游戏《Metal Arms: Glitch》，该游戏在GameCube、Xbox和PlayStation2运行，由维旺迪环球和塞拉利昂娱乐发行，这款游戏也是该公司发布的唯一一款游戏。2005年5月，该公司被暴雪娱乐收购，并用来开发《星际争霸：幽灵》，但是该游戏后被无限期搁置。